# Barrâmîya
Barrâmîya är en gruva i Egypten.   Den ligger i guvernementet Al-Bahr al-Ahmar, i den sydöstra delen av landet, 600 km söder om huvudstaden Kairo. Barrâmîya ligger 468 meter över havet.
Terrängen runt Barrâmîya är huvudsakligen platt, men norrut är den kuperad.  Trakten runt Barrâmîya är nära nog obefolkad, med mindre än två invånare per kvadratkilometer. Trakten runt Barrâmîya är ofruktbar med lite eller ingen växtlighet.